# (4811) Семашко
(4811) Семашко (лат. Semashko) — типичный астероид главного пояса, открыт 25 сентября 1973 года советским астрономом Людмилой Журавлёвой в Крымской астрофизической обсерватории и 4 мая 1999 года назван в честь одного из организаторов системы здравоохранения в СССР Николая Семашко.

## Обнаружение и именование
(4811) Семашко
Открыт 25 сентября 1973 года в Научном Л. В. Журавлёвой.
Назван в память об организаторе системы здравоохранения в СССР в 1920-е годы Николае Александровиче Семашко (1874—1949). Возглавил организацию учреждений охраны здоровья матери и ребёнка, развил сеть медицинских научно-исследовательских учреждений и инициировал создание Центральной медицинской библиотеки и Дома учёных в Москве. В 1927—1936 годах он был главным редактором Большой медицинской энциклопедии.
Оригинальный текст (англ.)4811 Semashko
Discovered 1973-09-25 by Zhuravleva, L. V. at Nauchnyj.
Named in memory of Nikolaj Alekseevich Semashko (1874—1949), organizer of the health-service system in the U.S.S.R. in the 1920s. He took the lead in the organization of mother-and-child health institutions, developed the network of medical-research establishments and initiated the formation of the Central Medical Library and the House of Scientists in Moscow.  During 1927—1936 he was editor-in-chief of the Large Medical Encyclopaedia.
Источники: DISCOVERY.DB; M.P.C. 34620.

## Орбита

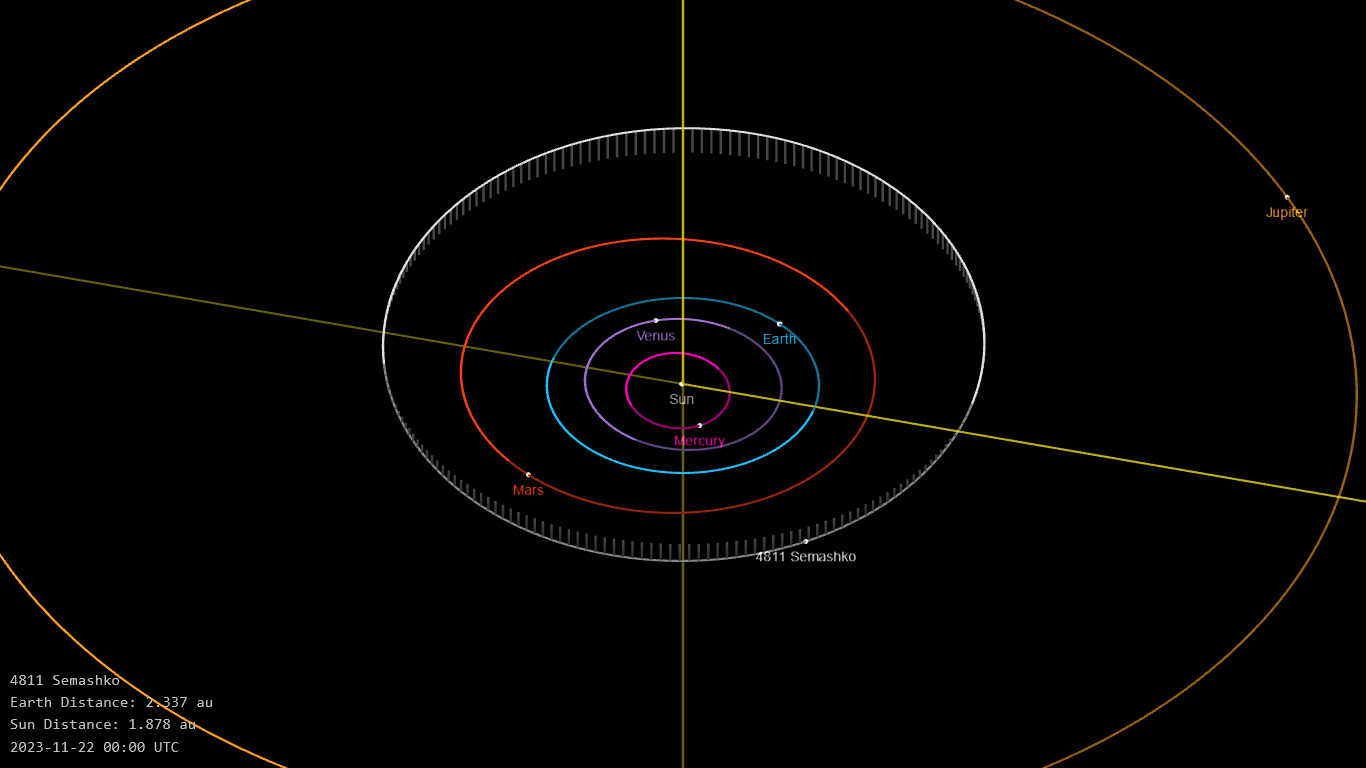
Орбита астероида Семашко и его положение в Солнечной системе

## Физические характеристики
Астероид относится к таксономическому классу S.
По результатам наблюдений в видимом и ближнем инфракрасном диапазоне космического телескопа NEOWISE диаметр астероида сначала оценивался равным 4,008±0,023 км, позже — 3,767±0,091 км. Согласно тем же источникам альбедо оценивается как 0,2097±0,0401 и 0,247±0,030.